# Полом (Владичин Хан)
Полом је насеље у Србији у општини Владичин Хан у Пчињском округу. Према попису из 2022. било је 294 становника (према попису из 2011. било је 373 становника).

## Демографија
У насељу Полом живи 353 пунолетна становника, а просечна старост становништва износи 41,2 година (40,8 код мушкараца и 41,5 код жена). У насељу има 121 домаћинство, а просечан број чланова по домаћинству је 3,64.
Ово насеље је великим делом насељено Србима (према попису из 2002. године), а у последња три пописа, примећен је пораст у броју становника.
|  |

| Демографија | Демографија | Демографија |
| Година      | Становника  | Становника  |
| ----------- | ----------- | ----------- |
| 1948.       | 557         |             |
| 1953.       | 574         |             |
| 1961.       | 584         |             |
| 1971.       | 571         |             |
| 1981.       | 390         |             |
| 1991.       | 424         | 424         |
| 2002.       | 440         | 444         |
| 2011.       | 373         |             |
| 2022.       | 294         |             |

| Етнички састав према попису из 2002.‍ | Етнички састав према попису из 2002.‍ | Етнички састав према попису из 2002.‍ | Етнички састав према попису из 2002.‍ | Етнички састав према попису из 2002.‍ |
| ------------------------------------ | ------------------------------------ | ------------------------------------ | ------------------------------------ | ------------------------------------ |
|                                      |                                      |                                      |                                      |                                      |
| Срби                                 | Срби                                 |                                      | 436                                  | 99,09%                               |
| Македонци                            | Македонци                            |                                      | 1                                    | 0,22%                                |
| Бугари                               | Бугари                               |                                      | 1                                    | 0,22%                                |
| Југословени                          | Југословени                          |                                      | 1                                    | 0,22%                                |
| непознато                            | непознато                            |                                      | 0                                    | 0,0%                                 |

| Година пописа     | 1948. | 1953. | 1961. | 1971. | 1981. | 1991. | 2002. |
| ----------------- | ----- | ----- | ----- | ----- | ----- | ----- | ----- |
| Број домаћинстава | 94    | 105   | 121   | 143   | 135   | 111   | 121   |

| Број чланова      | 1  | 2  | 3 | 4  | 5  | 6  | 7 | 8 | 9 | 10 и више | Просек |
| ----------------- | -- | -- | - | -- | -- | -- | - | - | - | --------- | ------ |
| Број домаћинстава | 18 | 28 | 6 | 28 | 21 | 14 | 3 | 2 | 0 | 1         | 3,64   |

| Пол    | Укупно | Неожењен/Неудата | Ожењен/Удата | Удовац/Удовица | Разведен/Разведена | Непознато |
| ------ | ------ | ---------------- | ------------ | -------------- | ------------------ | --------- |
| Мушки  | 186    | 45               | 124          | 14             | 3                  | 0         |
| Женски | 186    | 31               | 126          | 26             | 3                  | 0         |
| УКУПНО | 372    | 76               | 250          | 40             | 6                  | 0         |

| Пол    | Укупно                    | Пољопривреда, лов и шумарство | Рибарство                            | Вађење руде и камена | Прерађивачка индустрија       |
| ------ | ------------------------- | ----------------------------- | ------------------------------------ | -------------------- | ----------------------------- |
| Мушки  | 73                        | 4                             | 0                                    | 0                    | 45                            |
| Женски | 40                        | 5                             | 0                                    | 0                    | 20                            |
| УКУПНО | 113                       | 9                             | 0                                    | 0                    | 65                            |
| Пол    | Производња и снабдевање   | Грађевинарство                | Трговина                             | Хотели и ресторани   | Саобраћај, складиштење и везе |
| Мушки  | 1                         | 2                             | 7                                    | 1                    | 4                             |
| Женски | 0                         | 0                             | 2                                    | 0                    | 0                             |
| УКУПНО | 1                         | 2                             | 9                                    | 1                    | 4                             |
| Пол    | Финансијско посредовање   | Некретнине                    | Државна управа и одбрана             | Образовање           | Здравствени и социјални рад   |
| Мушки  | 0                         | 0                             | 1                                    | 4                    | 3                             |
| Женски | 0                         | 1                             | 2                                    | 3                    | 7                             |
| УКУПНО | 0                         | 1                             | 3                                    | 7                    | 10                            |
| Пол    | Остале услужне активности | Приватна домаћинства          | Екстериторијалне организације и тела | Непознато            | Непознато                     |
| Мушки  | 1                         | 0                             | 0                                    | 0                    | 0                             |
| Женски | 0                         | 0                             | 0                                    | 0                    | 0                             |
| УКУПНО | 1                         | 0                             | 0                                    | 0                    | 0                             |